# Grocka
Grocka (v srbské cyrilici Гроцка) је obec v centrální části Srbska. Administrativně spadá pod město Bělehrad. Je de facto jeho předměstím, 21 km daleko od středu města. V roce 2011 v ní žilo 8441 obyvatel. 
Město se nachází na břehu řeky Dunaje, mezi Bělehradem a Smederevem. Má silniční napojení s oběma městy, nemá železniční spojení a jen malý přístav. 
První slovanská osada, která měla název Gradac, se zde nacházela již v 9. století. Turecký cestopisec Evlija Čelebi popsal na tomto místě osadu s názvem Hisardžik v roce 1521. Turecký název sídla označoval malou pevnost. Existence souvislého osídlení byla možná díky blízkosti Dunaje, úrodné krajině v okolí a především silnici, která spojovala Bělehrad s vnitrozemím Balkánu. Střed města (Gročanska čaršija) je památkově chráněná zóna s domy které představují architekturu venkovského Srbska 19. století. 